# Лигети, Тед
Теодор Шарп «Тед» Ли́гети (англ. Theodore Sharp "Ted" Ligety; 31 августа 1984, Солт-Лейк-Сити) — американский горнолыжник, двукратный олимпийский чемпион (2006 — комбинация, 2014 — гигантский слалом), пятикратный чемпион мира (2011 — гигантский слалом, 2013 — супергигант, суперкомбинация и гигантский слалом, 2015 — гигантский слалом). Пять раз побеждал в Кубке мира в зачёте гигантского слалома, один из сильнейших и самых титулованных горнолыжников в истории этой дисциплины (по количеству побед в гигантском слаломе на этапах Кубка мира занимает 4-е место в истории после Ингемара Стенмарка, Марселя Хиршера и Марко Одерматта).
Завершил карьеру в начале 2021 года.

## Карьера
Родился в Солт-Лейк-Сити в семье риэлторов Синди Шарп и Билла Лигети, вырос в Парк Сити. На лыжи встал в два года, соревноваться начал в десять. Окончил Школу зимних видов спорта в 2002 году.

### Юниорская
На юниорском уровне Лигети завоевал серебряную медаль чемпионата мира 2004 года в Мариборе в слаломе.

### Кубок мира
22 ноября 2003 года Лигети дебютировал в Кубке мира, выйдя на домашнем этапе в Парк-Сити на старт гигантского слалома, где остановился на первой попытке. На первом своём чемпионате мира 2005 года в Бормио американец смог завершить выступления только в комбинации, где показал 12-й результат.

### Сезон 2006
4 декабря 2005 года Лигети впервые поднялся на кубковый подиум, став третьим в слаломе на этапе в Бивер-Крике. Став на этапах Кубка мира ещё по разу третьим и вторым в этой дисциплине, на Олимпийских играх 2006 года в Турине он одержал победу в комбинации, что стало первой победой для американцев в этой дисциплине за 12 лет со времен Томми Мо. Кроме них золотые медали в горнолыжном спорте в истории США выигрывали лишь Фил Маре (слалом, 1984) и Билл Джонсон (скоростной спуск, 1984). Слалом и гигант на тех играх Тед не смог завершить.
5 марта 2006 года он одержал первую победу в Кубке мира, победив в Ёнпхёне на трассе гиганта. В общем зачете Лигети стал девятым, всего в десятке лучших оказалось трое американцев: Боде Миллер занял третье место, Дарон Ральвс - четвёртым.

### Сезон 2007
Летом 2006 года Лигети сменил экипировку на Rossignol. В связи с тем, что Ральвс завершил карьеру, Тед начал соревноваться во всех пяти дисциплинах. Тем не менее, за весь сезон он лишь дважды оказывался на подиуме, став вторым в слаломе и третьим в гигантском слаломе. На чемпионате мира 2007 года в Оре стал четвёртым в гигантском слаломе.

### Сезон 2008

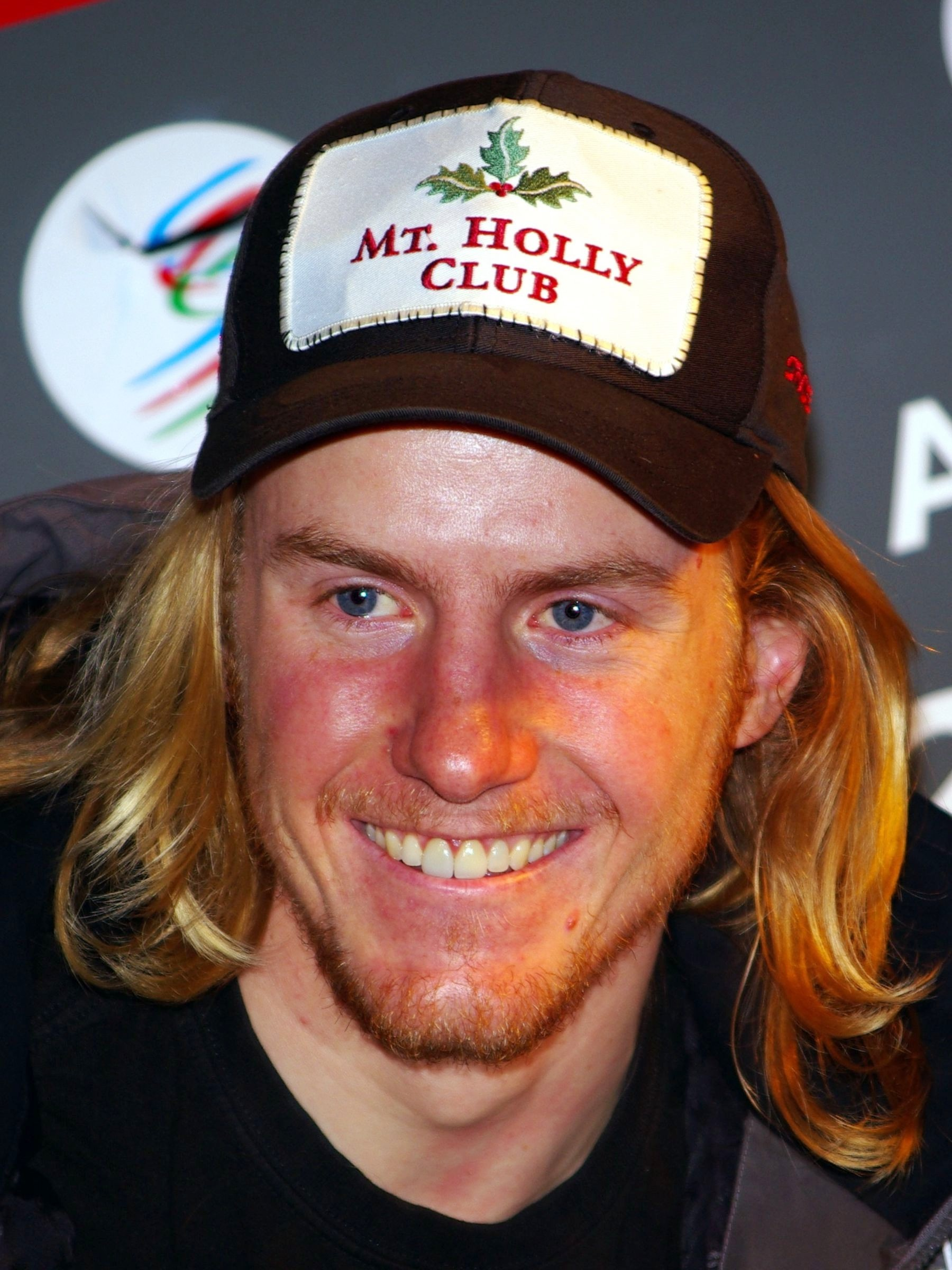
Лигети в 2008 году

В сезоне 2007/08 Лигети впервые стал обладателем малого Кубка мира в гигантском слаломе, а в общем зачете занял пятое место. В гиганте он победил на последних двух этапах Кубка мира, прошедших в Кранска Горе и Бормио, не позволив опередить себя австрийцу Бенджамину Райху. Кроме этого, у него было ещё четыре финиша в тройке лучших.

### Сезон 2009
Лигети начал защищать свой титул с того, что занял третье место в гиганте на этапе в Зёльдене и второе - в Бивер-Крике. На чемпионате мира в Валь-д'Изере Тед выиграл бронзу в гиганте, а после стал четвёртым в Кранска Горе. На последнем этапе в Оре Лигети финишировал вторым, что позволило ему стать лишь третьим в зачете супергиганта и девятым - в общем.

### Сезон 2010

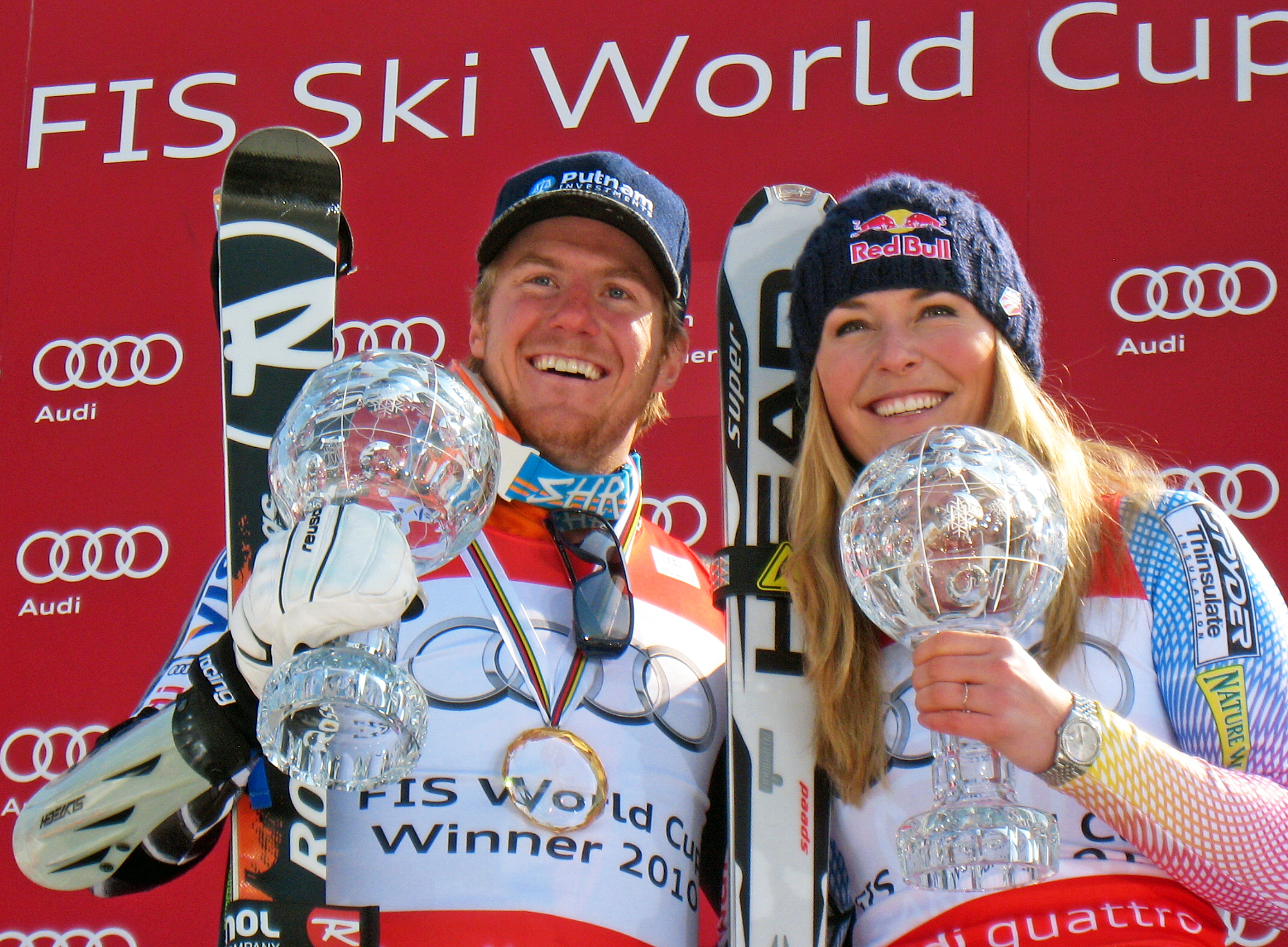
Тед Лигети и Линдси Вонн с малыми Хрустальными глобусами (13 марта 2010 года)

В январе Лигети одержал свою пятую победу на этапах Кубка мира и третью в Кранска Горе. В Гармише он вошёл в тройку, завоевав второй малый Кубок мира и седьмое место в общем зачете.
На Олимпийских играх в гигантском слаломе пришёл к финишу девятым, в суперкомбинации - пятым.

### Сезон 2011
Летом 2010 года вновь сменил экипировку, последовав примеру Боде Миллера и Линдси Вонн. В декабре в шестой раз выиграл этап Кубка мира, впервые сделав это в США - в Бивер-Крике. Шесть дней спустя вновь первенствовал в гигантском слаломе в Валь-д'Изере, выиграв у ближайшего преследователя больше секунды. Ещё неделей позже опять победил в Альта-Бадье.
В феврале одержал первую победу на чемпионате мира в Гармише. Несмотря на то что после первой попытки Лигети занимал лишь четвёртое место, в итоге ему удалось опередить француза Ришара на 0,08 секунды. В этом сезоне выиграл малый Кубок мира в третий раз.

### Сезон 2012
Несмотря на победы в трех гонках в гигантском слаломе в течение сезона, малый Кубок мира Лигети упустил, уступив Марселю Хиршеру.

### Сезон 2013
Перед началом сезона Тед был недоволен новыми правилами, коснувшимися гигантского слалома, однако уже в первой гонке он одержал победу в Зёльдене, выиграв 2,75 секунды у Манфреда Мёльгга. Лигети финишировал на подиуме и на всех остальных этапах Кубка, выиграв шесть из них. Это позволило ему вернуть титул и занять третье место в общем зачете.

### Сезон 2014

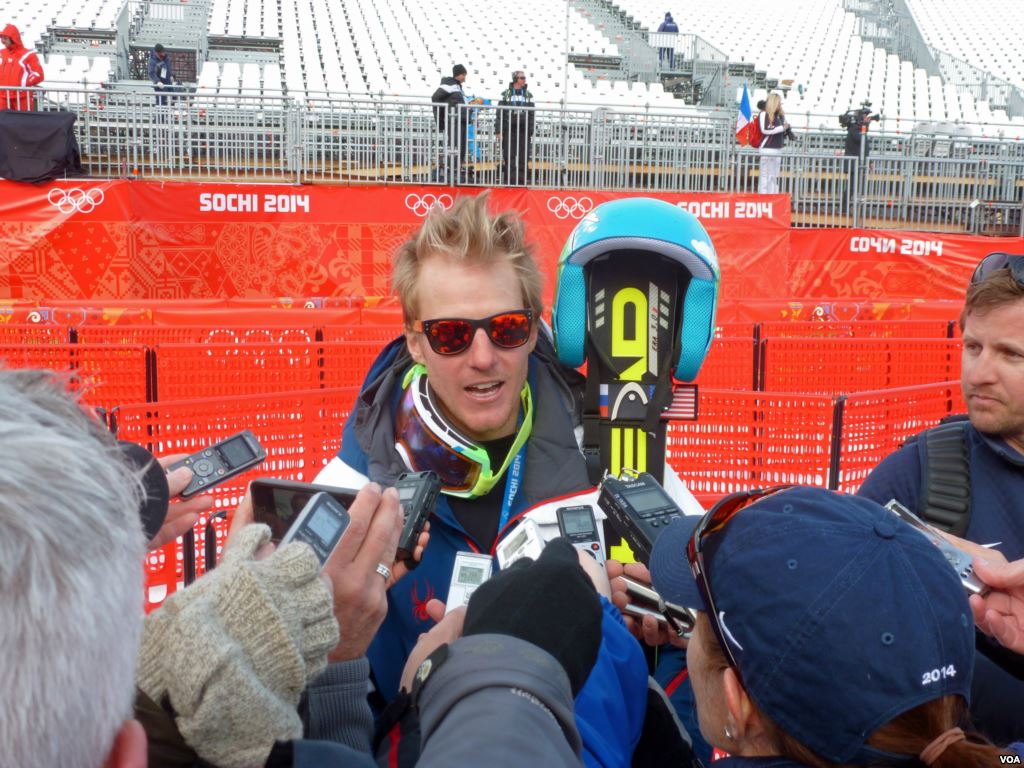
Тед Лигети на зимней Олимпиаде в Сочи

Перед Олимпийскими играми Лигети одержал победы на трех этапах Кубка мира. 17 января выиграл свою двадцатую гонку в карьере. Примечательна эта победа тем, что была одержана не в гигантском слаломе, а в суперкомбинации.
Перед Олимпиадой предполагали, что Тед сумеет выиграть три медали, однако первые попытки в супергиганте и суперкомбинации были неудачными. Испытывая серьезное давление, в гигантском слаломе он активно атаковал на дистанции и завоевал преимущество в 0,93 секунды. Вторую попытку Лигети прошёл спокойнее и стал первым горнолыжником из США, завоевавшим золотые медали на двух разных Олимпиадах.
После игр одержал шестую победу в Кранска Горе, а на последнем этапе неожиданно занял второе место в скоростном спуске, что сделало его вторым американцем (после Боде Миллера), завоевавшим подиумы во всех дисциплинах. В последней гонке в гигантском слаломе Лигети победил, на 0,03 секунды опередив Алексиса Пентюро. В итоге у Теда и Марселя Хиршера оказалось по 560 очков, однако Кубок был присужден Лигети, так как он одержал пять побед против двух у австрийца.

## Результаты на крупнейших соревнованиях

### Олимпийские игры
| Олимпийские игры | Скоростной спуск | Супергигант | Гигантский слалом | Слалом | Комбинация |
| ---------------- | ---------------- | ----------- | ----------------- | ------ | ---------- |
| 2006 Турин       | —                | —           | DNF               | DSQ    | 1          |
| 2010 Ванкувер    | —                | 19          | 9                 | DNF1   | 5          |
| 2014 Сочи        | —                | 14          | 1                 | DNF2   | 12         |
| 2018 Пхёнчхан    | —                | DNF         | 15                | —      | 5          |

### Чемпионаты мира
7 медалей (5 золотых, 2 бронзовые)
| Чемпионат мира       | Скоростной спуск         | Супергигант              | Гигантский слалом        | Слалом                   | Комбинация               |
| -------------------- | ------------------------ | ------------------------ | ------------------------ | ------------------------ | ------------------------ |
| 2005 Бормио          | —                        | —                        | —                        | DNF                      | 12                       |
| 2007 Оре             | —                        | 31                       | 4                        | DNF                      | DNF                      |
| 2009 Валь-д’Изер     | —                        | DNF                      | 3                        | DNF                      | DSQ                      |
| 2011 Гармиш          | —                        | DNF                      | 1                        | 19                       | DNF                      |
| 2013 Шладминг        | —                        | 1                        | 1                        | DNF                      | 1                        |
| 2015 Вейл/Бивер-Крик | —                        | 9                        | 1                        | 21                       | 3                        |
| 2017 Санкт-Мориц     | не выступал из-за травмы | не выступал из-за травмы | не выступал из-за травмы | не выступал из-за травмы | не выступал из-за травмы |
| 2019 Оре             | —                        | —                        | 11                       | —                        | DNS2                     |

### Кубки мира
- Гигантский слалом — 5 раз: 2007/08, 2009/10, 2010/11, 2012/13, 2013/14

### Победы на этапах Кубка мира (25)
| №  | Сезон   | Дата        | Место         | Дисциплина             |
| -- | ------- | ----------- | ------------- | ---------------------- |
| 1  | 2005/06 | 5 мар 2006  | Ёнпхён        | Гигантский слалом      |
| 2  | 2007/08 | 8 мар 2008  | Краньска-Гора | Гигантский слалом (2)  |
| 3  | 2007/08 | 14 мар 2008 | Бормио        | Гигантский слалом (3)  |
| 4  | 2008/09 | 28 фев 2009 | Краньска-Гора | Гигантский слалом (4)  |
| 5  | 2009/10 | 29 янв 2010 | Краньска-Гора | Гигантский слалом (5)  |
| 6  | 2010/11 | 5 дек 2010  | Бивер-Крик    | Гигантский слалом (6)  |
| 7  | 2010/11 | 11 дек 2010 | Валь-д’Изер   | Гигантский слалом (7)  |
| 8  | 2010/11 | 19 дек 2010 | Альта-Бадья   | Гигантский слалом (8)  |
| 9  | 2011/12 | 23 окт 2011 | Зёльден       | Гигантский слалом (9)  |
| 10 | 2011/12 | 6 дек 2011  | Бивер-Крик    | Гигантский слалом (10) |
| 11 | 2011/12 | 10 мар 2012 | Краньска-Гора | Гигантский слалом (11) |
| 12 | 2012/13 | 28 окт 2012 | Зёльден       | Гигантский слалом (12) |
| 13 | 2012/13 | 2 дек 2012  | Бивер-Крик    | Гигантский слалом (13) |
| 14 | 2012/13 | 16 дек 2012 | Альта-Бадья   | Гигантский слалом (14) |
| 15 | 2012/13 | 12 янв 2013 | Адельбоден    | Гигантский слалом (15) |
| 16 | 2012/13 | 9 мар 2013  | Краньска-Гора | Гигантский слалом (16) |
| 17 | 2012/13 | 16 мар 2013 | Ленцерхайде   | Гигантский слалом (17) |
| 18 | 2013/14 | 27 окт 2013 | Зёльден       | Гигантский слалом (18) |
| 19 | 2013/14 | 8 дек 2013  | Бивер-Крик    | Гигантский слалом (19) |
| 20 | 2013/14 | 17 янв 2014 | Венген        | Суперкомбинация        |
| 21 | 2013/14 | 2 фев 2014  | Санкт-Мориц   | Гигантский слалом (20) |
| 22 | 2013/14 | 8 мар 2014  | Краньска-Гора | Гигантский слалом (21) |
| 23 | 2013/14 | 15 мар 2014 | Ленцерхайде   | Гигантский слалом (22) |
| 24 | 2014/15 | 7 дек 2014  | Бивер-Крик    | Гигантский слалом (23) |
| 25 | 2015/16 | 25 окт 2015 | Зёльден       | Гигантский слалом (24) |

## Личная жизнь
У Теда и его жены Мии три сына —  Джекс (род. 28 июня 2017) и близнецы Уилл и Алек (род. 17 июля 2020).

## Интересные факты
- Выиграв олимпийское золото 2006 года в комбинации и золото чемпионата мира 2013 года в суперкомбинации, на этапах Кубка мира Лигети впервые попал в тройку лучших в комбинации лишь в январе 2014 года в Венгене.
- До победы на чемпионате мира 2013 года в супергиганте Тед лишь раз поднимался на подиум Кубка мира в этой дисциплине, заняв второе место.
- За большое количество побед на этапах Кубка мира в дисциплине гигантского слалома имеет кличку «Мистер Гигантский Слалом».